# Загадката на седемте часовника
„Загадката на седемте часовника“ (на английски: The Adventure of the Seven Clocks) е разказ на писателите Адриан Конан Дойл и Джон Диксън Кар за известния детектив Шерлок Холмс. Включен е в сборника с разкази „Подвизите на Шерлок Холмс“ (The Exploits of Sherlock Holmes) публикуван през 1954 г.

## Сюжет
Внимание:  Текстът по-долу разкрива сюжета на произведението (или части от него)!
През есента на 1887 година към Шерлок Холмс за помощ се обръща младата девойка Сесилия Форсайт. Тя работи при лейди Майо и, по време на пътуване до Швейцария, Сесилия се запознава с младия Чарлз Хендън. Девойката много харесва Чарлз, но се е разтревожила от някои негови странни действия. Виждайки в хотела часовник върху камината Чарлз изведнъж го счупва с бастуна си. Няколко дни по-късно, срещайки се със Сесилия в ресторанта, Чарлз счупва други големи часовници, които са били зад завесата. Така в последните две седмици той е разбил общо седем часовника.
Сесилия е попитала слугата на Чарлз, Треплей, за тези странности на неговия домакин. Слугата е обяснил, че Чарлз не само разбива часовниците, но също така ги закопава в снега, а понякога ги крие в собствения си скрин. Въпреки това, Сесилия е решила, че Чарлз не е луд. Чарлз е получил някакво писмо, след което веднага се е скрил, без нищо да обясни на Сесилия. А най-удивителното е, че писмото е било от Шерлок Холмс, с неговия подпис.
Холмс отказва всякакви обяснения на девойката и я кани да дойде на Бейкър Стрийт точно след една седмица. Въпросите на Уотсън също остават без отговор. Единственото нещо, което Уотсън успява да научи, че Холмс не е писал писмо до Чарлз Хендън.
Точно след една седмица Уотсън отива при Холмс на Бейкър Стрийт, а малко по-късно се появява и Сесилия, придружена от Треплей, слугата на Чарлз. Девойка разказва, че Чарлз e в Англия, в имението на лейди Майо, но и лейди, и Чарлз категорично отказват обяснения. Чрез слугата си Чарлз е изпратил писмо до Лондон. Треплей показва плика на Холмс, и детективът вижда, че то е адресирано до Върховния комисар на полицията на Великобритания.
Холмс, Уотсън и Сесилия веднага заминават при лейди Майо. Тя ги посреща на гарата. Холмс предполага, че Чарлз може да е в опасност, но лейди Майо го успокоява. Нищо не разбиращият Уотсън моли приятеля си да обясни какво се случва, и Холмс най-накрая разказва всичко.
Оказва се, че под името „Чарлз Хендън“ се крие великият княз Алексей, син на убития руски император Александър II. След като баща му е загинал при взрив на бомба с часовников механизъм, Алексей се бои страшно от тиктакането на часовниците. Великият княз знае, че революционерите го преследват, и затова всеки път, когато чуе тиктакане веднага счупва часовника, мислейки си, че това е бомба. Получавайки в Швейцария фалшивото писмо от „Шерлок Холмс“, Алексей разбира, че е открит и е решил да се скрие в Англия.
Лейди Майо съобщава, че великият княз се намира под надеждна охрана в нейния замък, а на покрива дежури неговия верен слуга Треплей. Чувайки това Холмс кара кочияша да кара файтона възможно най-бързо, за да успеят да спасят Алексей. Холмс, който е пътувал до Одеса, за да разбере повече за терористите (нихилисти), е узнал фамилията на техния главатар – Трепов (Trepoff). И сега Холмс изведнъж осъзнава, че „Треплей-Трепов“ ще убие великия княз с помощта на бомба.
Стигайки на покрива, Холмс и Уотсън виждат как Трепов запалва бикфордовия фитил на динамита. Той се готви да пусне бомбата в комина, но Холмс и Уотсън едновременно стрелят в терориста. Разнася се ужасен взрив, а таванът на стаята, където е Алексей е унищожен. Великият княз получава многобройни наранявания, но остава жив. Краят на романтичната история не е известен.

## Интересни факти
Основа за написването на разказа е споменаването на случая в разказа на Артър Конан Дойл „Скандал в Бохемия“. 
| „ | Понякога чувах за неговите успехи, които отдавна бяха прехвърлили границите на острова. Разбрах, че са го викали в Одеса заради случая с убиеца Трепов; ... | “ |

Авторите правят няколко исторически несъответствия:
Император Александър II действително е загинал през 1881 г. в резултат на експлозия на самоделна бомба, но никакви шумно тиктакащи часовници не са били използвани.
Император Александър II наистина е имал син на име Алексей, великия княз Алексей Александрович Романов (1850-1908), но през целия му живот срещу него не е имало нито едно покушение.